# Mount Keith Airport
Mount Keith Airport är en flygplats i Australien. Den ligger i kommunen Wiluna och delstaten Western Australia, omkring 690 kilometer nordost om delstatshuvudstaden Perth.
Trakten runt Mount Keith Airport är nära nog obefolkad, med mindre än två invånare per kvadratkilometer.. Det finns inga samhällen i närheten.
Omgivningarna runt Mount Keith Airport är i huvudsak ett öppet busklandskap. Genomsnittlig årsnederbörd är 343 millimeter. Den regnigaste månaden är januari, med i genomsnitt 77 mm nederbörd, och den torraste är augusti, med 1 mm nederbörd.